# République parlementaire
- Républiques à régime présidentiel
- Républiques à régime présidentiel liées à un régime parlementaire
- Républiques à régime semi-présidentiel
- Républiques à régime parlementaire (république parlementaire)
- Républiques où la constitution n'accorde le droit à gouverner qu'à un parti unique ou un parti dominant (État communiste)

- Monarchies constitutionnelles dans lesquelles le monarque n'exerce que peu ou pas le pouvoir (le monarque a souvent une autorité constitutionnelle et morale élevée)
- Monarchies semi-constitutionnelles dans lesquelles le monarque exerce la majorité des pouvoirs, souvent avec un parlement disposant de faibles pouvoirs
- Monarchies absolues

- Dictatures militaires

- Autres systèmes (gouvernements provisoires)
- Pas de gouvernement

Une république parlementaire est un régime politique républicain caractérisé par un régime parlementaire de gouvernement où la branche exécutive est légitimée par et doit rendre des comptes au pouvoir législatif, le parlement. Elle peut être de plusieurs sortes. Actuellement, la majorité des républiques parlementaires présente une différence claire entre les rôles de chef d'État et chef du gouvernement, où ce dernier est celui qui détient réellement le pouvoir, au même titre qu'une monarchie constitutionnelle. Lorsque ces deux rôles sont détenus par une même personne, on parle de régime présidentiel.

## Exemples
La République fédérale d'Allemagne est une république parlementaire : le président est élu par l'assemblée fédérale, le chancelier est désigné par le Bundestag.